# Triarius
Triarius là một chi bọ cánh cứng trong họ Chrysomelidae.
Chi này được miêu tả khoa học năm 1887 bởi Jacoby.

## Các loài
Các loài trong chi này gồm:
- Triarius flavoniger (Blake, 1942)
- Triarius livida (Leconte, 1884)
- Triarius melanolomatus (Blake, 1942)
- Triarius pini (Schaeffer, 1906)
- Triarius trivittatus (Horn, 1893)
- Triarius vitipennis (Horn, 1893)